# Murat (Aumance)
Der Murat ist ein Fluss in Frankreich, der im Département Allier in der Region Auvergne-Rhône-Alpes verläuft. Er entspringt im Gemeindegebiet von Deux-Chaises, entwässert im Oberlauf unter dem Namen Rivière de Chaume in westlicher Richtung. Nach dem Passieren des gleichnamigen Ortes Murat ändert er seinen Namen auf die definitive Bezeichnung Murat (auch Ruisseau de Murat). Bei Villefranche-d’Allier schwenkt er Richtung Nord und mündet nach insgesamt rund 22 Kilometern im Gemeindegebiet von Tortezais als linker Nebenfluss in die Aumance.

## Orte am Fluss
(Reihenfolge in Fließrichtung)
- Chappes
- Murat
- Nouzillers, Gemeinde Villefranche-d’Allier